# Flogo
Flogo est une île dans le landskap Sunnhordland du comté de Vestland. Elle appartient administrativement à Øygarden.

## Géographie
Rocheuse et couverte d'une légère végétation, elle s'étend sur environ 564 m de longueur pour une largeur approximative de 424 m.
Elle compte une dizaine d'habitations et compte deux routes principales dont une la traverse par sa côte Est.